# Chant de travail

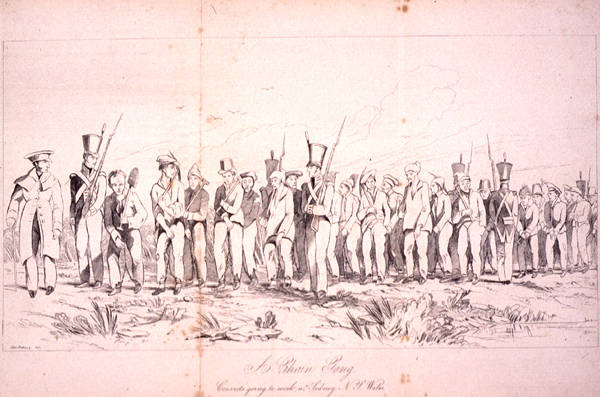
Chain gang : prisonniers allant au travail près de Sydney, Nouvelle Galles du Sud, 1842

Un chant de travail (ou work-song par anglicisme) est une chanson chantée le plus souvent a cappella par des hommes ou des femmes de la campagne, des ouvriers ou des marins partageant une tâche fastidieuse.

## Histoire

### Chants des porteurs
« Mieux vaut un palanquin plein que vide », chantaient les porteurs de l’Ancienne Égypte, d’après plusieurs bas-reliefs de la VIe dynastie, signifiant ainsi qu’ils espéraient être récompensés convenablement pour leur travail : les mots signifiant « porteur de palanquin » et « pourboire » sont rapprochés par un jeu de mots de la chanson. Cet exemple évoque l’utilité, au sens large, des chansons de travail.

### Chants des fileuses
À l'Antiquité déjà , les femmes chantaient en filant, à l'image des déesses Calypso et Circé, qui, outre le fait de se divertir, reproduisaient aussi fréquemment que nécessaire les phrases musicales afin de mémoriser les motifs de leurs toiles. D'après un texte satirique attribué à Sénèque, Apocoloquintose, se référant au travail de filage des Parques, le chant les gardait attentives, leur faisait oublier l’effort et leur permettait de filer davantage qu’à l’ordinaire.

### Chants des forgerons
Les chansons des forgerons, depuis la préhistoire, en particulier pour ceux qui travaillaient ensemble, facilitaient la coordination de leurs frappes et permettaient de mesurer le temps.
Forme particulière du flamenco, les martinetes sont des chants accompagnés des marteaux de forgerons servant de percussions, qui auraient été initiés dans les forges gitanes de Cadix, Jerez, Séville et Triana.

### Chants de trayeurs
Pratiquées depuis les marges de la Mer Noire à l’Afrique subsaharienne et des Hébrides jusqu’à diverses régions des Amériques en passant par toute l’Asie, les chansons pour traire seraient susceptibles non seulement d’apaiser le bétail mais aussi d’en augmenter la production de lait.

### Chants de paysans africains
Pendant les tâches agricoles, certains africains chantent des chants de travail en s'accompagnant rythmiquement de leurs outils. On retrouve également cette pratique, par exemple : chez les piroguiers ou lors des travaux de damage dans les maisons au sol en terre battue (chez les sénoufos).

### Chants de cuisinières africaines
Pendant les tâches quotidiennes de préparation culinaire, les femmes de certaines communautés traditionnelles africaines, par petits groupes de 3 ou 4 personnes, préparent collectivement le repas en chantant autour d'un mortier et en pilant du grain avec des pilons qui font des polyphonies rythmiques. Le pilon sert alors de baguette de percussion alors que le mortier sert de caisse de résonance. La chanson Riz Pilé de Pierre Perret en est directement inspirée.

### Chants des esclaves afro-américains
À l'époque de l'esclavage des africains aux Amériques, tant aux Antilles qu'aux États-Unis, les esclaves accompagnaient leurs tâches de récolte du coton et de la canne à sucre de chants de travail, habitude musicale qui existait auparavant en Afrique pendant les tâches agricoles (culture des champs). Il s'agit donc en cela de l'exportation d'une tradition musicale liée au commerce triangulaire.

## Principe
Un chant de travail peut être un chant spécifique à une action qu'il dynamise et régule (comme l'òran-luaidh gaélique) ou un chants d'agrément puisé dans le répertoire local et adapté dans son rythme et ses connotations aux circonstances. Au long de la journée, les divers chants allègent la monotonie du travail et chassent l'ennui que chacun peut ressentir isolément. Souvent, les rythmes sont choisis pour aider les ouvriers à synchroniser leurs mouvements dans un travail d'équipe (par exemple ramer, scier, écraser les grains dans un mortier avec des pilons, marcher au pas).
Dans certaines circonstances, un chant de travail peut n'avoir qu'un interprète, comme une paysanne tournant en rythme son écrémeuse. Le chant pourra ainsi jouer un rôle de signal destiné au voisinage, par exemple pour la localisation de l'ouvrier (du pâtre) ou du début d'une tâche ou de sa continuité, par exemple des sabotiers dans leurs huttes dispersées.
Les chants de travail permettent aussi de développer un sentiment de familiarité et de confraternité entre les travailleurs qui les partagent.
Dans la plupart des cas, ces chants sont transmis par tradition orale. Les paroles ne sont pas fixées et peuvent être adaptées par improvisation des chanteurs.

## Les chants de travail dans les œuvres musicales
- 1853 : un chœur de forgerons tziganes chante dans l’opéra de Verdi Il trovatore (1853)[11].
- 1991 : le compositeur américain David Lang a écrit The Anvil Chorus, une œuvre de percussion basée sur l’histoire des forgerons au Moyen Âge.
- Black Betty, un chant de travail afro-américain du groupe Iron Head.
- Day-O (The Banana Boat Song), chanson populaire jamaïcaine, chant de travail sur les dockers.

## Les chants de travail dans le cinéma
Certains films en rapport avec l'esclavage ou le travail montrent des chants de travail collectifs :
- 1937 : dans le dessin animé Blanche-Neige et les Sept Nains de Walt Disney Picture, des nains chantent tout en travaillant dans la mine.
- 1997 : Princesse Mononoke de Hayao Miyazaki (Studio Ghibli)

Lorsque le héros, Ashitaka, se rend dans le camp de Dame Eboshi, on peut y voir des femmes chantant "Tatara : Onna no Uta" pendant qu'elles travaillent.
- 2000 : dans le film O'Brother réalisé par les frères Coen, on voit avant le générique et au tout début du film un chant de travail interprété par des prisonniers enchaînés qui cassent des pierres pour la construction d'une voie ferrée, intitulé Po Lazarus et interprété par James Carter and the Prisoners (en). Les prisonniers accompagnent le chant en frappant les pierres avec des merlins et frappent la mesure de manière régulière, lente et synchronisée, à la manière des chants de travail africains où les outils servent d'instruments à percussion.
- 2013 : dans le film Twelve Years A Slave de Steve McQueen, des esclaves noirs américains ramassent le coton tout en s'accompagnant d'un chant de travail.